# Dió
Ez a szócikk a dió nemzetségről szól. A további jelentéseket lásd a dió (egyértelműsítő lap) oldalon.
A dió vagy diófa (Juglans) a diófélék vagy diófafélék (Juglandaceae) családjába tartozó nemzetség. Közepes, vagy nagy termetű (10–40 m magas) lombhullató fák, 20–90 cm-es, 5-25 levélkéből összetett leveleik páratlanul szárnyaltak, termésük diótermés (csonthéjashoz hasonló, zárt kupacsú makk).
A nemzetség 21 faja az Óvilágban Délkelet-Európától Japánig, az Újvilágban Délkelet-Kanadától nyugatra Kaliforniáig, délre Argentínáig előfordul. A génusz neve, Juglans a Jovis glans, azaz „Jupiter makkja” kifejezésből ered – átvitt értelemben „istennek való termés”.
A Kárpát-medencében két fajukkal találkozhatunk gyakrabban, az egyik az ehető diót termő közönséges dió (J. regia), a másik az Észak-Amerikából származó, Európában parkokban díszfaként ültetett, illetve néhol erdőgazdasági jelentőségű fekete dió (J. nigra). 
A diófafélék, különösen a fekete dió jelentős része (levelei, gyökerei, termése) nagy mennyiségű juglont tartalmaz, ami számos növényre növekedést gátló hatással van, illetve bizonyos növények és rovarok esetében mérgező hatású, de barnító tulajdonsága miatt használják festékanyagokban is.

## Rendszerezés
- Sect. Juglans. A levelei nagyok (20–45 cm), 5–9 széles levélke, csupasz, ép szélű. Fája kemény. Megtalálható Délkelet-Európától Közép-Ázsiáig.

- Juglans regia L. (J. duclouxiana Dode, J. fallax Dode, J. orientis Dode) – közönséges dió,
- Juglans sigillata Dode – jünnani dió (különállása a J. regia-tól bizonytalan),

- Sect. Rhysocaryon. A levelek nagyok (20–50 cm), 11–23 karcsú levélke, finoman bolyhos, fűrészelt szélű. Fája kemény. Észak- és Dél-Amerika.

- Juglans australis Griseb. (J. boliviana Dode) – argentin dió,
- Juglans brasiliensis Dode – brazil dió,
- Juglans californica S.Wats. – kaliforniai dió,
- Juglans hindsii (Jepson) R.E.Smith – észak-kaliforniai fekete dió,
- Juglans hirsuta Manning,
- Juglans jamaicensis C.DC. (J. insularis Griseb.) – nyugat-indiai dió,
- Juglans major (Torrey) Heller (J. arizonica Dode, J. elaeopyron Dode, J. torreyi Dode) – arizonai dió,

- Juglans major var. glabrata Manning,

- Juglans microcarpa Berlandier (J. rupestris Engelm.) – texasi fekete dió,

- Juglans microcarpa var. stewartii (Johnston) Manning,

- Juglans mollis Engelm. – mexikói dió,
- Juglans neotropica Diels (J. honorei Dode) – sötét dió,
- Juglans nigra L. – fekete dió,
- Juglans olanchana Standl. & L.O.Williams – közép-amerikai dió,
- Juglans peruviana Dode,
- Juglans soratensis Manning – sorata-i dió,
- Juglans steyermarkii Manning – guatemalai dió,
- Juglans venezuelensis Manning – venezuelai dió,

- Sect. Cardiocaryon. A levelek igen nagyok (40–90 cm), 11–19 széles levélke, puhák, pelyhesek, szélük csipkézett. Fája puha. Északkelet-Ázsia, Észak-Amerika keleti része.

- Juglans ailantifolia Carr. (J. cordiformis Maxim., J. sieboldiana Maxim.) – japán dió,

- Juglans ailantifolia var. cordiformis – szívdió,

- Juglans cinerea L. – szürke dió, vajdió,
- Juglans mandshurica Maxim. (J. cathayensis Dode, J. formosana Hayata, J. hopeiensis Dode, J. stenocarpa Maxim.) – mandzsúriai dió.

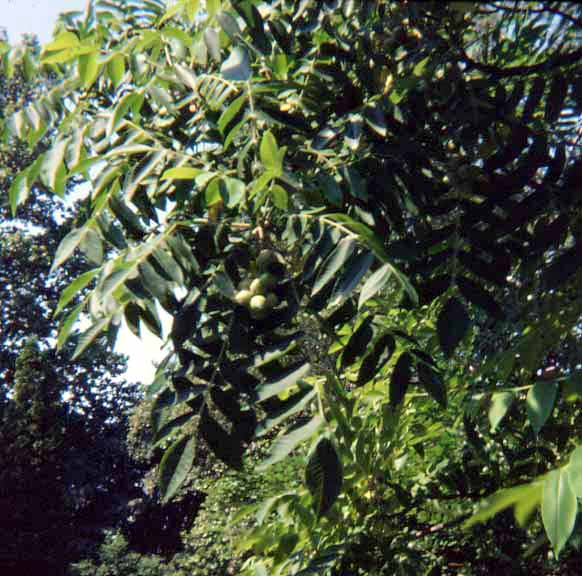
Japán dió levelei és termése

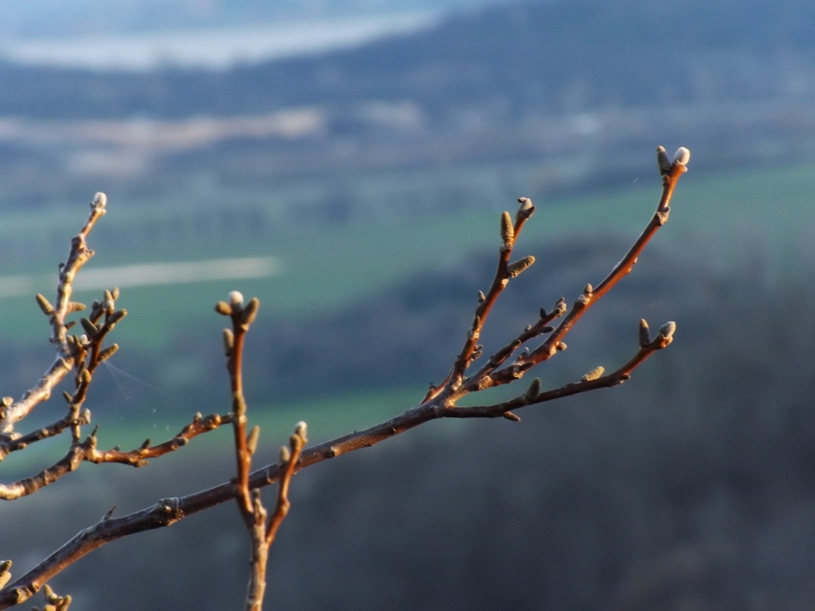
Dió rügyek a Káli-medence fölött

A nemzetség legismertebb tagja a közönséges dió (J. regia, szó szerint „királyi dió”), ami délkeletre a Balkántól Délnyugat- és Közép-Ázsiáig, a Himalájában és Délnyugat-Kínában is honos. Az ENSZ Élelmezési és Mezőgazdasági Szervezete (FAO) szerint az iráni Shahmirzad ültetvény a legnagyobb a világon 700-750 hektáros nagyságával. Kirgizisztán területén 230 700 hektár dióerdő található, ahol a J. regia a domináns fa a felső koronaszinten (Hemery and Popov, 1998). A diók közül a J. regiát termesztik legszélesebb körben ízletes terméséért.
A fekete dió (J. nigra) Észak-Amerika keleti részén közönséges faj, másutt széles körben termesztik. Termése szintén ehető és finom, de belső része kisebb, héja jóval keményebb, így elsősorban nem termése, hanem értékes faanyaga miatt termesztik.
Az észak-kaliforniai fekete dió (Juglans hindsii) Észak-Kaliforniában őshonos, ahol a mezőgazdaságban elterjedten használják a J. regia gyökéralanyaként. Diótermésén nincsenek jelen a fekete dióra jellemző mély barázdák.
A szürke dió vagy vajdió (J. cinerea) szintén Észak-Amerika keleti részén honos, ahol jelenleg veszélyeztetett fajnak számít ez idő szerint kivédhetetlen, behurcolt gombabetegsége miatt, amit a Sirococcus clavigignenti-juglandacearum gomba okoz. Levelei 40–60 cm hosszúak, termése tojásdad, a héj taréjai igen magasak, és a mag különösen nagy zsírtartalmú.
A japán dió (J. ailantifolia) a vajdióhoz hasonló, de levelei hosszabbak (max. 90 cm), termése pedig kerekded, nem ovális. A cordiformis változatnak szív formájú a termése, emiatt szívdiónak is nevezik. Ez adja a sectio nevét is: Cardiocaryon.
Hibridek
- Juglans x bixbyi Rehd. – J. ailantifolia x J. cinerea
- Juglans x intermedia Carr. – J. nigra x J. regia
- Juglans x notha Rehd. – J. ailantifolia x J. regia
- Juglans x quadrangulata (Carr.) Rehd. – J. cinerea x J. regia
- Juglans x sinensis (D. C.) Rehd. – J. mandschurica x J. regia
- Juglans x paradox Burbank – J. hindsii x J. regia
- Juglans x royal Burbank – J. hindsii x J. nigra

## Termesztése
A dió világszerte egy nagyon elterjedt és fontos növény, amelyet számos országban termesztenek. 2021-ben a diót több mint 50 országban termesztették, és az éves termés mennyisége meghaladta a 4,6 millió tonnát.
A világ legnagyobb dió termelői közé tartozik Ausztrália, Kína, az Egyesült Államok, Irán és Törökország. Ezek az országok a 2021-es termelésük alapján az első öt helyen álltak. 2021-ben Ausztrália, Kína és az Egyesült Államok az éves termés több mint felét (61%) adták a világ dió termelésének.

## Érdekességek
A papírhéjú milotai diófajtát a 19. században az angol tőzsdén is jegyezték. Dr. Szentiványi Péter nemesítő szelektálta az M10-es fajtajelű dió fáját. Ez a fajta 1963 óta szerepel a nemzeti fajtajegyzékben. Szeptember végén érő gömb alakú diónak héja sima, átlagos átmérője 35 mm, színe sárgásbarna, a bél pedig világossárga színű.

## Fordítás
- Ez a szócikk részben vagy egészben a Walnut című angol Wikipédia-szócikk ezen változatának fordításán alapul.  Az eredeti cikk szerkesztőit annak laptörténete sorolja fel. Ez a jelzés csupán a megfogalmazás eredetét és a szerzői jogokat jelzi, nem szolgál a cikkben szereplő információk forrásmegjelöléseként.